# Gnoien
Gnoien  är en mindre stad i det nordtyska förbundslandet Mecklenburg-Vorpommern.
Staden ingår i kommunalförbundet Amt Gnoien tillsammans med kommunerna Altkalen, Behren-Lübchin, Finkenthal och Walkendorf.

## Geografi
Gnoien ligger sydost om Rostock i distriktet Rostock vid ån Warbel, som är en biflod till Trebel. Söder om staden uppstår floden Peene.
Staden har ortsdelarna Eschenhörn, Gnoien, Kranichshof, Warbelow och Dölitz.

## Historia
Orten anlades planmässigt under 1200-talet i närheten av en existerande borg. Orten Gnogen omnämns första gången 1257. Det första omnämnandet som stad är från 1287. Under denna tid tillhörde staden herrskapet Werle som ingick i herrskapet Rostock 1291. 1348 kom Gnoien till hertigdömet Mecklenburg.
Under stadens historia härjades Gnoien flera gånger av stadsbränder till exempel 1522, 1649 och 1710.
1884 anslöts staden till den nya järnvägen Gnoien-Teterow.

### Östtyska tiden
Under DDR-tiden låg staden i distriktet Teterow, som tillhörde länet Neubrandenburg (1952–1990).

### Befolkningsutveckling
Befolkningsutveckling  i Gnoien
Källa:,

## Sevärdheter

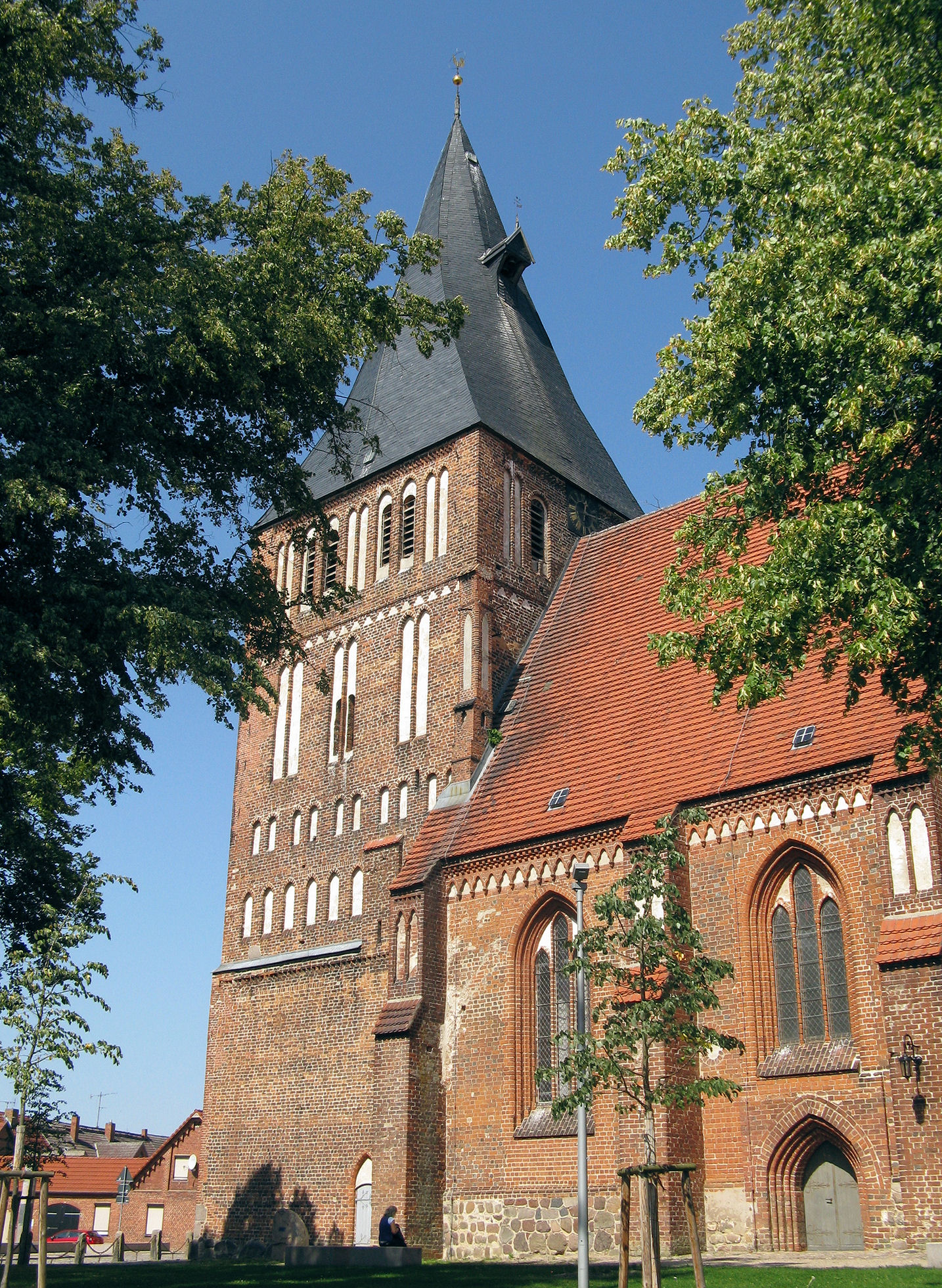
Kyrkan i Gnoien

- Marienkyrkan från 1200- och 1300-talet
- Nygotiska rådhuset från 1890-talet

## Vänorter
Sedan 1991 är Gnoien vänort till Wettringen i det tyska förbundslandet Nordrhein-Westfalen.

## Kommunikationer
Genom staden går förbundsvägen B 110 (tyska: Bundesstraße), som går mellan Rostock och Demmin.
Den 27 kilometer långa järnvägen Gnoien-Teterow nedlades 1997.